# Paul Aellen
Paul Aellen (1896 - 1973) foi um botânico suiço .